# 拉杰什出口
Rajesh Exports Limited （拉杰什出口股份有限公司），為印度跨國黃金銷售商，總部於卡納塔卡邦邦加羅爾。 本企業為提煉、設計及售賣黃金及珠寶。截至2022年底營業額為2.90 萬億印度盧比，財富印度500強排名為第7位 和財富世界500強排名為第462位. 現時由常務董事帕沙特•米他和董事長拉加什•米他主理。

## 軼事
該企業在1989年創立， 拉加什出口股份有限公司主管 拉加什•米他和其親弟帕沙特•米他也生於耆那教中產家庭。 兩兄弟在邦加羅爾共同創業於十個人店舖工作坊。
在1990 年，該企業展開零售櫃枱和快速擴張。
在2001年，該企業自設位於邦加羅爾最大廠房。
在2011年，該企業以發行1.349億美元外幣可換股債券，上述在2007年發行
在2015年，該企業以4億美元收購位於瑞士巴萊爾納瓦爾坎比，為全球最大黃金提煉商。 現時它們計劃開設位於Shubh珠寶零售店。

## 參照
- 印度企業列表（英语：List of companies of India）
- 按營業額排列的大企業列表（英语：List of largest companies by revenue）
- 按市值排列的上市公司列表
- 印度製造
- 福布斯全球企業2000強
- 財富印度500強（英语：Fortune India 500）